# Wildwasserrennsport-Weltmeisterschaften 1961
Die Wildwasserrennsport-Weltmeisterschaften 1961 fanden vom 22. bis zum 26. Juli 1961 statt. Austragungsort war die Rote Weißeritz im Rabenauer Grund bei Hainsberg, einer Gemeinde nahe Dresden in der DDR. Es war die zweite Weltmeisterschaft in dieser Sportart, die erste fand 1959 in Treignac (Frankreich) statt. Die Wildwasserrennsport-Weltmeisterschaften wurden gemeinsam mit den Kanuslalom-Weltmeisterschaften 1961 durchgeführt. An beiden Wettkämpfen nahmen 13 Nationen teil.
Um für genügend Wasser in der Roten Weißeritz zu sorgen, wurden etwa 18 m³ Wasser pro Sekunde aus der Talsperre Malter abgelassen und in den Fluss geleitet. Während der beiden Weltmeisterschaften kamen 30.000 bis 40.000 Besucher an die Rote Weißeritz.

## Ergebnisse
| Platz  | Land                            | Gold | Silber | Bronze | Gesamt |
| ------ | ------------------------------- | ---- | ------ | ------ | ------ |
| 1      | Deutsche Demokratische Republik | 4    | 2      | 2      | 8      |
| 2      | Tschechoslowakei                | 1    | 1      | 1      | 3      |
| 3      | Frankreich                      | -    | 1      | 1      | 2      |
| 4      | Österreich                      | -    | 1      | -      | 1      |
| 5      | Jugoslawien                     | -    | -      | 1      | 1      |
| Gesamt | Gesamt                          | 5    | 5      | 5      | 15     |

### Einer-Kajak
Männer:
Frauen:

### Einer-Canadier
Männer:

### Zweier-Canadier
Männer:
Mixed: